# Ко је сместио Црвенкапи?
Ко је сместио Црвенкапи? (енгл. Hoodwinked!) је амерички анимирани мистеријско-хумористички филм из 2005. године, који је режирао Кори Едвардс, који је и написао сценарио заједно са Тодом Едвардсом и Тонијем Личом. Гласове у филму позајмљују Ен Хатавеј, Глен Клоус, Џим Белуши, Патрик Ворбертон, Ентони Андерсон, Дејвид Огден Стајерс, Xzibit, Чез Палминтери и Енди Дик, а радња препричава бајку „Црвенкапа” у форми полицијског поступка, користећи позадинске приче да прикаже тачке гледишта више ликова.
Ово је био међу првим рачунарски анимираним филмовима који су били потпуно независно финансирани. Рад изван опсега неког великог студија омогућио је филмским ствараоцима већу креативну контролу, али их је и економски ограничио. Због скромног буџета, филмска анимација је урађена на Филипинима са стилизованим дизајном инспирисаним stop motion филмовима. The Weinstein Company није потписао као дистрибутер филма све до краја продукције, и иако је ова компанија доделила неке гласовне улоге познатијим глумцима, свеукупно је направила само неколико измена у филму. Структурно, филм је инспирисан нелинеарним криминалистичким драмама, као што су Рашомон и Петпарачке приче. Објављен је убрзо након успеха прва два филма серијала Шрек, која је популаризовао жанр пародије бајке. Овај филм је, међутим, намерно одступио од серијала Шрек у стилу хумора и појединим елементима заплета. Ово је делимично било засновано на забринутости Корија Едвардса због излагања деце високом нивоу цинизма који се често налази у жанру.
Филм је премијерно приказан 16. децембра 2005. у Лос Анђелесу, док је у америчким биоскопима објављен 13. јануара 2006. године. Наишао је на помешане реакције критичара; иако су многи похвалили сценарио и гласовну глуму, квалитет анимације је жестоко критикован. Филм је остварио комерцијални успех, зарадивши 110 милиона долара у односу на буџет од 8 милиона долара. Наставак, Ко је сместио Црвенкапи? 2, премијерно је приказан 2011. године.

## Радња
Црвенкапа Пакет стиже у кућу своје баке, где се Вук прерушио у баку. Док Вук напада Црвенкапу, везана бака искаче из ормана баш у тренутку када шумар са секиром ускаче кроз прозор. Полиција стиже, а детектив Ники Флиперс, верујући да је инцидент повезан са низом пљачки „посластица”, испитује осумњичене о инциденту.
Црвенкапа објашњава да је достављала посластице за бакин посао када је открила претњу од такозваног Бандита. Верујући да ће породични рецепти бити безбеднији у бакиној кући, Црвенкапа је кренула ка свом дому на врху планине, али је пала са жичаре којом управља зец по имену Боинго и наишла на Вука, који јој је постављао сумњива питања. Бежећи од Вука, срела је старог распеваног јарца Џапета, који ју је отпратио до бакине куће где је затекла Вука како чека у заседи.
Вук открива да је он истраживачки репортер на трагу Бандита и да је имао разлога да верује да су Црвенкапа и бака кривци. Он и његова хиперактивна брзоговорна веверица помоћник Твичи суочили су се са Црвенкапом у нади да ће решити мистерију Бандита. Када нису успели да задрже Црвенкапу, пожурили су ка бакиној кући, стигавши испред Црвенкапе упркос лошим упутствима које им је дао Боинго. Нашли су баку већ везану у орману. Вук се прерушио у баку, планирајући да превари Црвенкапу да открије истину о Бандиту.
Шумар објашњава да је његово појављивање у бакиној кући била чиста случајност; он је заправо глумац у успону по имену Кирк који је био на аудицији за улогу у једној реклами. Након што је његов камион са шницлама опљачкао Бандит, Кирку је речено да је ушао у ужи избор за рекламу и да треба да „пронађе свог унутрашњег шумара”. Остатак дана је провео улазећи у лик сечући дрвеће, све док се на крају дана једно велико дрво није срушило и гурнуло га кроз прозор бакиног дома.
Истрага се окреће баки, која признаје да је, без Црвенкапиног знања, потајно заљубљеник у екстремне спортове. Раније тог дана се такмичила у скијашкој трци, коју је Боинго посматрао као навијач. Током трке, противнички тим је напао баку, а један члан тима је открио да их је Бандит ангажовао да је елиминишу. Кад је скочила падобраном ка својој кући, запетљала се у конце падобрана, који су јој се закачили за вентилатор на плафону и бацили је у ормар.
Осећајући се изданом због бакиног тајног живота, Црвенкапа одлута сама у ноћ, изазивајући сумњу. Флиперс закључује да је Боинго био присутан у све четири приче и да он мора да је Бандит. Црвенкапа примећује како се Боинго ушуњава и краде рецепте породице Пакет, па га прати до скровишта на његовој станици жичаре где се суочава са њим, али је савладана и заробљена. Полиција прати траг Боинга у погрешном правцу. Бака, Вук и Кирк лоцирају Боинга док он Црвенкапи објашњава свој зли план: планира да у рецепте дода „боингонијум” који изазива зависност, а затим да сруши шуму за корпоративно царство на тему Боинга.
Вук и Кирк одвлаче пажњу Боинга док се бака ушуњава у његову јазбину, али сви су откривени. Боинго шаље везану Црвенкапу са запушеним устима низ планину у жичари напуњеној експлозивом. Бака иде за Црвенкапом, а Боинг и његове присталице га прате. Црвенкапа се ослобађа и бежи са баком, док полиција, коју је преусмерио Твичи, чека на дну планине да ухапси Боинга и његове људе.
Кирк постиже успех у јодлачкој трупи, док Флиперс ангажује Црвенкапу, баку, Вука и Твичија да се придруже организацији за решавање злочина.

## Гласовне улоге
| Глумац               | Улога                 |
| -------------------- | --------------------- |
| Ен Хатавеј           | Црвенкапа Пакет       |
| Глен Клоус           | Абигејл „Бака” Пакет  |
| Џим Белуши           | Кирк                  |
| Патрик Ворбертон     | Вук В. Вук            |
| Ентони Андерсон      | детектив Бил Рода     |
| Дејвид Огден Стајерс | детектив Ники Флиперс |
| Xzibit               | шеф Тед Гризли        |
| Чез Палминтери       | Вулворт               |
| Енди Дик             | Боинго                |
| Кори Едвардс         | Твичи                 |
| Бенџи Гејтер         | јарац Џапет           |
| Том Кени             | Томи                  |
| Престон Стацман      | Тими                  |
| Тони Лич             | Глен                  |
| Тара Стронг          | Зора                  |